# Artena durfa
Artena durfa là một loài bướm đêm trong họ Erebidae.